# Hernán Valdés
Hernán Valdés (Santiago de Xile, 1934 - Kassel, 15 de febrer de 2023) va ser un escriptor xilè, que va exiliar-se a Europa després d'haver estat segrestat, desaparegut i torturat durant la dictadura militar de Pinochet del segle xx.
La seva primera incursió per la literatura va fer-la en la poesia en la dècada de 1950. El seu primer poemari va guanyar el Premi Jerónimo Lagos, que convocava la Sociedad de Escritores de Chile. La seva primera novel·la, Cuerpo creciente, publicada el 1966, va rebre un premi en el concurs Internacional que organitzava la Casa de las Américas, de Cuba.
La seva obra més difosa va ser Tejas Verdes. Diario de un campo de concentración en Chile, publicat a Barcelona el 1974. És un text testimonial de la seva experiència com a presoner polític en el Xile de Pinochet; es va traduir de seguida a l'alemany, anglès, danès, neerlandès, hongarès, italià, noruec, portuguès i suec i es va convertir en un referent de la literatura testimonial. Malgrat que a Espanya hi havia també una dictadura repressiva, com a Xile, el llibre va passar la censura franquista a causa d'una situació d'incomoditat diplomàtica entre els dos països. En la segona edició del llibre, publicada el 1978, durant la Transició, el mateix Hernán Valdés ho explicava en una nota preliminar:
| «                            | Justamente por aquellos días del lanzamiento de Tejas verdes, la Junta Militar chilena faltaba al cumplimiento de un compromiso comercial con el gobierno español: en vez de comprar camiones en España, decidía hacerlo en Estados Unidos. Un pequeño acto de venganza franquista fue, pues, la libertad de circulación de este libro | » |
| — Hernán Vldés, Tejas verdes | |   |

Valdés va establir-se definitivament a Alemanya, on va escriure A partir del fin, del qual va fer la presentació a Mèxic. No va tornar mai a Xile i va morir a Kassel el 15 de febrer de 2023.
L'any 2022 es va publicar, a Xile, Reunión de versos 1964-2018, un recull de poemes de Valdés que comprèn els dos poemaris seus de la dècada de 1960 i altres pomes inèdits. Va tenir cura de l'obra María Teresa Cárdenas.